# RCナルボンヌ
ラシン・クラブ・ナルボンヌ・メディテラネ（仏: Racing Club Narbonne Méditerranée）は、フランスのナルボンヌに本拠地を置くラグビーユニオンクラブである。スタジアムはパルク・デ・スポール・エ・ドゥ・ラミティエ。シャンピオナ・フェデラル・ナシオナル（3部）に所属。通称はRCナルボンヌ。

## 歴史
1907年創設。
2000-01シーズンの欧州チャレンジカップで決勝進出するも、NECハーレクインズ（現・ハーレクインズ）に敗れて準優勝に終わった。
2006-07シーズンをトップ14でプレーしたのを最後に、トップディビジョンから遠ざかっている。

## タイトル

### 国内タイトル
- フランス選手権（現・トップ14）
  - 優勝 2回（1936, 1979）
  - 準優勝 3回（1932, 1933, 1974）

### 国際タイトル
- 欧州チャレンジカップ（現・ヨーロピアンラグビーチャレンジカップ）
  - 準優勝 1回（2001）

## スコッド
- ジョフリー・モイーズ(ポルトガル代表)
- マリウス・アントネスク(ルーマニア代表)
- レバ・フィフィタ(トンガ代表)
- ロペティ・ティマニ(トンガ代表)
- ピエーレ・ヌエーノ(スペイン代表)
- タンゲレ・ナイヤラボロ(オーストラリア代表)

## 歴代所属選手
- グレン・ディレーニー
- ゴンサロ・ケサダ(アルゼンチン代表)
- カール・タアイナカアフェ(ニュージーランド代表)
- ヴァンサン・ラッテ(フランス代表)
- ジョシュア・フルノ(イタリア代表)
- アミン・ハンザオウイ(ベルギー代表)
- ヴァヴァエ・トゥイランギ(サモア代表)
- ジュゼ・リマ(ポルトガル代表)
- シオネ・ピウカラ(トンガ代表)
- マヌエル・カルドーゾピント(ポルトガル代表)
- ダニエル・ファレアファ(トンガ代表)
- ジェイミー＝ジェリー・タウランギ(サモア代表)